# نايجل إدواردز (لاعب غولف)
نايجل إدواردز (بالإنجليزية: Nigel Edwards)‏ هو لاعب غولف بريطاني، ولد في 1969.